# Duraluminiu

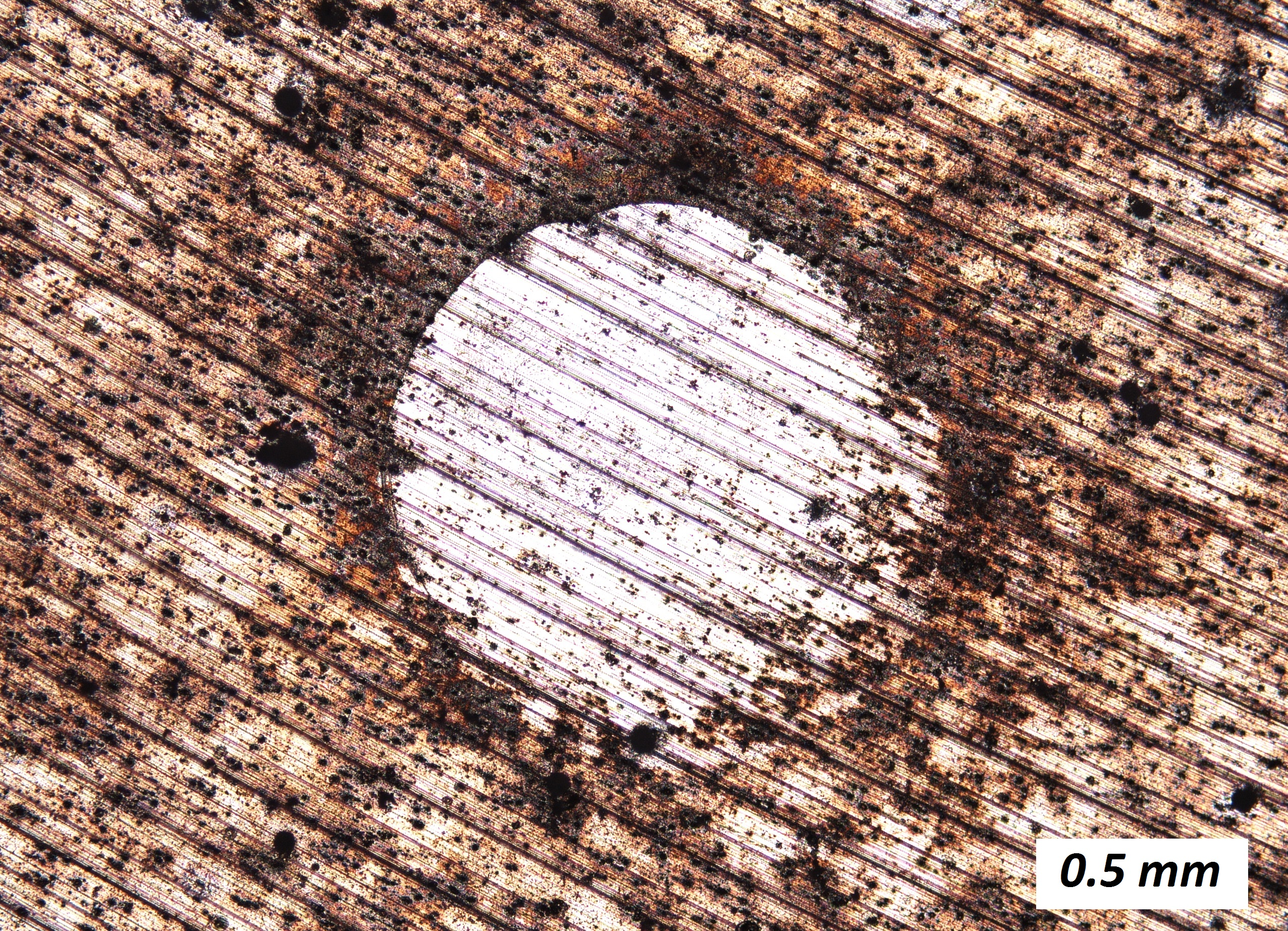
Coroziunea duraluminiului

Duraluminiul este un aliaj al aluminiului cu cuprul și cu mici cantități de magneziu. Este ușor și rezistent și folosit în special la construcția avioanelor.